# Benjamin Willaume-Jantzen
Benjamin Willaume-Jantzen (født 29. juni 1987) er en dansk fodbolddommer, der siden 2017/2018-sæsonen dømte i den danske Superliga indtil DBU i 2020 rykkede Willaume-Jantzen tilbage til 1. division.
Før oprykningen til Superligaen havde Willaume-Jantzen haft 5 sæsoner i 1. og 2. division. Willaume-Jantzen havde sin debut som Superligadommer den 28. juli 2017 i kampen mellem SønderjyskE og FC Helsingør.